# Granastyochus elegantissimus
Granastyochus elegantissimus là một loài bọ cánh cứng trong họ Cerambycidae.